# Leptogaster nitoris
Leptogaster nitoris là một loài ruồi trong họ Asilidae. Leptogaster nitoris được Martin miêu tả năm 1957. Loài này phân bố ở vùng Tân Bắc giới.